# Кошаркашка репрезентација Енглеске
Кошаркашка репрезентација Енглеске представља Енглеску на међународним кошаркашким такмичењима. Године 2005. Кошаркашки савез Енглеске је заједно са КС Шкотске и КС Велса формирао кошаркашку репрезентацију Велике Британије. Договором КС Енглеске и КС Шкотске њихово директно чланство у ФИБА биће окончано 30. септембра 2016. у корист Британског кошаркашког савеза.

## Учешћа на међународним такмичењима

### Олимпијске игре
| Година | Турнир                                                      | Пласман                                                     | ИГ                                                          | П                                                           | И                                                           | ДК                                                          | ПК                                                          | Разл.                                                       |
| ------ | ----------------------------------------------------------- | ----------------------------------------------------------- | ----------------------------------------------------------- | ----------------------------------------------------------- | ----------------------------------------------------------- | ----------------------------------------------------------- | ----------------------------------------------------------- | ----------------------------------------------------------- |
| 1948.  | Заједно са Шкотском и Велсом наступала као Велика Британија | Заједно са Шкотском и Велсом наступала као Велика Британија | Заједно са Шкотском и Велсом наступала као Велика Британија | Заједно са Шкотском и Велсом наступала као Велика Британија | Заједно са Шкотском и Велсом наступала као Велика Британија | Заједно са Шкотском и Велсом наступала као Велика Британија | Заједно са Шкотском и Велсом наступала као Велика Британија | Заједно са Шкотском и Велсом наступала као Велика Британија |
| 2012.  | Заједно са Шкотском и Велсом наступала као Велика Британија | Заједно са Шкотском и Велсом наступала као Велика Британија | Заједно са Шкотском и Велсом наступала као Велика Британија | Заједно са Шкотском и Велсом наступала као Велика Британија | Заједно са Шкотском и Велсом наступала као Велика Британија | Заједно са Шкотском и Велсом наступала као Велика Британија | Заједно са Шкотском и Велсом наступала као Велика Британија | Заједно са Шкотском и Велсом наступала као Велика Британија |
| Укупно |                                                             |                                                             |                                                             |                                                             |                                                             |                                                             |                                                             |                                                             |

### Светска првенства
Није учествовала

### Европска првенства
| Година         | Турнир                                                      | Пласман                                                     | ИГ                                                          | П                                                           | И                                                           | ДК                                                          | ПК                                                          | Разл.                                                       |
| -------------- | ----------------------------------------------------------- | ----------------------------------------------------------- | ----------------------------------------------------------- | ----------------------------------------------------------- | ----------------------------------------------------------- | ----------------------------------------------------------- | ----------------------------------------------------------- | ----------------------------------------------------------- |
| 1935. до 1939. | Није се квалификовала                                       | Није се квалификовала                                       | Није се квалификовала                                       | Није се квалификовала                                       | Није се квалификовала                                       | Није се квалификовала                                       | Није се квалификовала                                       | Није се квалификовала                                       |
| 1946.          | Први круг                                                   | 10. место                                                   | 4                                                           | 0                                                           | 4                                                           | 87                                                          | 213                                                         | -126                                                        |
| 1947. до 1953. | Није се квалификовала                                       | Није се квалификовала                                       | Није се квалификовала                                       | Није се квалификовала                                       | Није се квалификовала                                       | Није се квалификовала                                       | Није се квалификовала                                       | Није се квалификовала                                       |
| 1955.          | Први круг                                                   | 12. место                                                   | 10                                                          | 2                                                           | 8                                                           | 524                                                         | 846                                                         | -322                                                        |
| 1957. до 1959. | Није се квалификовала                                       | Није се квалификовала                                       | Није се квалификовала                                       | Није се квалификовала                                       | Није се квалификовала                                       | Није се квалификовала                                       | Није се квалификовала                                       | Није се квалификовала                                       |
| 1961.          | Први круг                                                   | 19. место                                                   | 6                                                           | 0                                                           | 6                                                           | 264                                                         | 518                                                         | -254                                                        |
| 1963. до 1979. | Није се квалификовала                                       | Није се квалификовала                                       | Није се квалификовала                                       | Није се квалификовала                                       | Није се квалификовала                                       | Није се квалификовала                                       | Није се квалификовала                                       | Није се квалификовала                                       |
| 1981.          | Први круг                                                   | 12. место                                                   | 8                                                           | 1                                                           | 7                                                           | 500                                                         | 591                                                         | -91                                                         |
| 1983. до 2007. | Није се квалификовала                                       | Није се квалификовала                                       | Није се квалификовала                                       | Није се квалификовала                                       | Није се квалификовала                                       | Није се квалификовала                                       | Није се квалификовала                                       | Није се квалификовала                                       |
| 2009.          | Заједно са Шкотском и Велсом наступала као Велика Британија | Заједно са Шкотском и Велсом наступала као Велика Британија | Заједно са Шкотском и Велсом наступала као Велика Британија | Заједно са Шкотском и Велсом наступала као Велика Британија | Заједно са Шкотском и Велсом наступала као Велика Британија | Заједно са Шкотском и Велсом наступала као Велика Британија | Заједно са Шкотском и Велсом наступала као Велика Британија | Заједно са Шкотском и Велсом наступала као Велика Британија |
| 2011.          | Заједно са Шкотском и Велсом наступала као Велика Британија | Заједно са Шкотском и Велсом наступала као Велика Британија | Заједно са Шкотском и Велсом наступала као Велика Британија | Заједно са Шкотском и Велсом наступала као Велика Британија | Заједно са Шкотском и Велсом наступала као Велика Британија | Заједно са Шкотском и Велсом наступала као Велика Британија | Заједно са Шкотском и Велсом наступала као Велика Британија | Заједно са Шкотском и Велсом наступала као Велика Британија |
| 2013.          | Заједно са Шкотском и Велсом наступала као Велика Британија | Заједно са Шкотском и Велсом наступала као Велика Британија | Заједно са Шкотском и Велсом наступала као Велика Британија | Заједно са Шкотском и Велсом наступала као Велика Британија | Заједно са Шкотском и Велсом наступала као Велика Британија | Заједно са Шкотском и Велсом наступала као Велика Британија | Заједно са Шкотском и Велсом наступала као Велика Британија | Заједно са Шкотском и Велсом наступала као Велика Британија |
| Укупно         | 4/38                                                        |                                                             | 28                                                          | 3                                                           | 25                                                          | 1375                                                        | 2168                                                        | -793                                                        |